# Arachthos
Arachthos (gr. Άραχθος) – rzeka we wschodnim Epirze w Grecji. Jej źródło znajduje się w górach Pindos, w pobliżu miasta Metsowo. Jest długa na 110 km, a rozmiar jej dorzecza wynosi 2209 km².  Jej górna część znana jest jako Metsovitikos. Od zbiegu z Dipotamos w pobliżu miejscowości Batza nazywa się Arachthos. Płynie w kierunku południowym, przechodząc między Athamaniką a górami Xerovouni. W tym miejscu przepływa pod mostem Plaka, największym kamiennym mostem jednoskokowym w Grecji. Wpada do dużego zbiornika Pournari, w jednostce regionalnej Arta, który ma około 18 km² i zapobiega zalaniu miasta Arta, a także dostarcza wodę do większości Epiru. W pobliżu tamy znajduje się miasto Peta. Największym miastem na rzece jest Arta, położona około 8 km od tamy. Historycznym elementem krajobrazu Arty jest kamienny most nad Arachthos. Rzeka płynie przez niziny na południe od Arty i ostatecznie wpada do Zatoki Ambrakijskiej w pobliżu Kommeno, 16 km na południowy wschód od Arty. 